# Скаковці
Скаковці (словен. Skakovci) — поселення в общині Цанкова, Помурський регіон, Словенія. Висота над рівнем моря: 206,9 м.